# USS Charleston (LCS-18)
Pour les articles homonymes, voir USS Charleston.
L'USS Charleston (LCS-18) est un littoral combat ship de classe Independence de l’United States Navy. C’est le sixième navire à porter le nom de Charleston, la plus ancienne et la plus grande ville de l’État américain de Caroline du Sud.

## Conception
En 2002, l’US Navy a lancé un programme visant à développer le premier d’une flotte de littoral combat ships. La Navy a d’abord commandé deux navires à coque trimaran à General Dynamics, qui sont devenus connus sous le nom de navires de combat côtiers de classe Independence, d’après le premier navire de la classe, l’USS Independence. Les navires de combat côtiers aux numéros pairs de l’US Navy sont construits selon la conception trimaran de la classe Independence, tandis que les navires aux numéros impairs sont basés sur une conception concurrente, le navire de combat côtier monocoque conventionnel de classe Freedom. La commande initiale de navires de combat côtiers concernait un total de quatre navires, dont deux de la classe Independence. Le 29 décembre 2010, la Navy a annoncé qu’elle attribuait à Austal USA un contrat pour la construction de dix navires de combat côtiers supplémentaires de classe Independence,.

## Carrière
L’USS Charleston a été construit par Austal USA à Mobile (Alabama). Une cérémonie de pose de la quille a eu lieu au chantier naval Austal USA à Mobile le 28 juin 2016. Dans le cadre de cette cérémonie, le parrain du navire, le représentant Bradley Byrne, a soudé ses initiales sur la quille de l’USS Charleston.
L’USS Charleston a été mis en service le 2 mars 2019 et il a été affecté au Littoral Combat Ship Squadron One dans son port d'attache de San Diego.
Le 27 avril 2021, un hélicoptère sans pilote Northrop Grumman MQ-8 Fire Scout a décollé du navire vers 3 h 40 du matin. L’aéronef, qui mesure 31,7 pieds de long et environ 10 pieds de haut, s’est ensuite écrasé sur le côté de l’USS Charleston et n’a pas été récupéré après être tombé à la mer,. Malgré les dommages causés à un filet de sécurité sur le navire et à la coque, l’USS Charleston a pu continuer à opérer en toute sécurité après le crash.